# Port de Balès
El port de Balès o coll de Balès és un port de muntanya dels Pirineus, que es troba a la frontera entre els departaments francesos dels Alts Pirineus i l'Alta Garona. El coll culmina a 1.755 metres d'altitud i uneix les viles d'Harrèra (al nord) amb Borg de Guelh (al sud-est) i des del 2007 ha estat lloc de pas habitual de diverses curses ciclistes, com el Tour de França o fins i tot la Volta a Espanya.

## Història
El Port de Bales va ser ignorat durant molt de temps pel fet que sols era accessible per un estret camí procedent des del nord fins a començaments de la dècada de 1980. Posteriorment es van obrir diverses pistes forestals per sobre d'Harrèra per accedir a les pastures de muntanya i no va ser fins més tard quan es va obrir una nova pista forestal des de Borg de Guelh, prop de Banhèras de Luishon. Aquesta pista es va enllaçar amb el coll de Pierrefite que dona accés a les valls d'Era Varelha i Loron.
Aquestes pistes sols eren aptes per a vehicles agrícoles i forestals i cotxes equipats amb tracció a les quatre rodes. Al camí principal d'accés al coll se li va donar un tractament d'asfalt durant la dècada de 1980, però a finals de la dècada de 1990 s'havia deteriorat greument, cosa que feia el camí gairebé intransitable fins que fou enquitranant novament l'estiu de 2006. Això es va aconseguir, en part, per iniciativa dels organitzadors del Tour de França que buscaven noves ascensions.

## Ciclisme

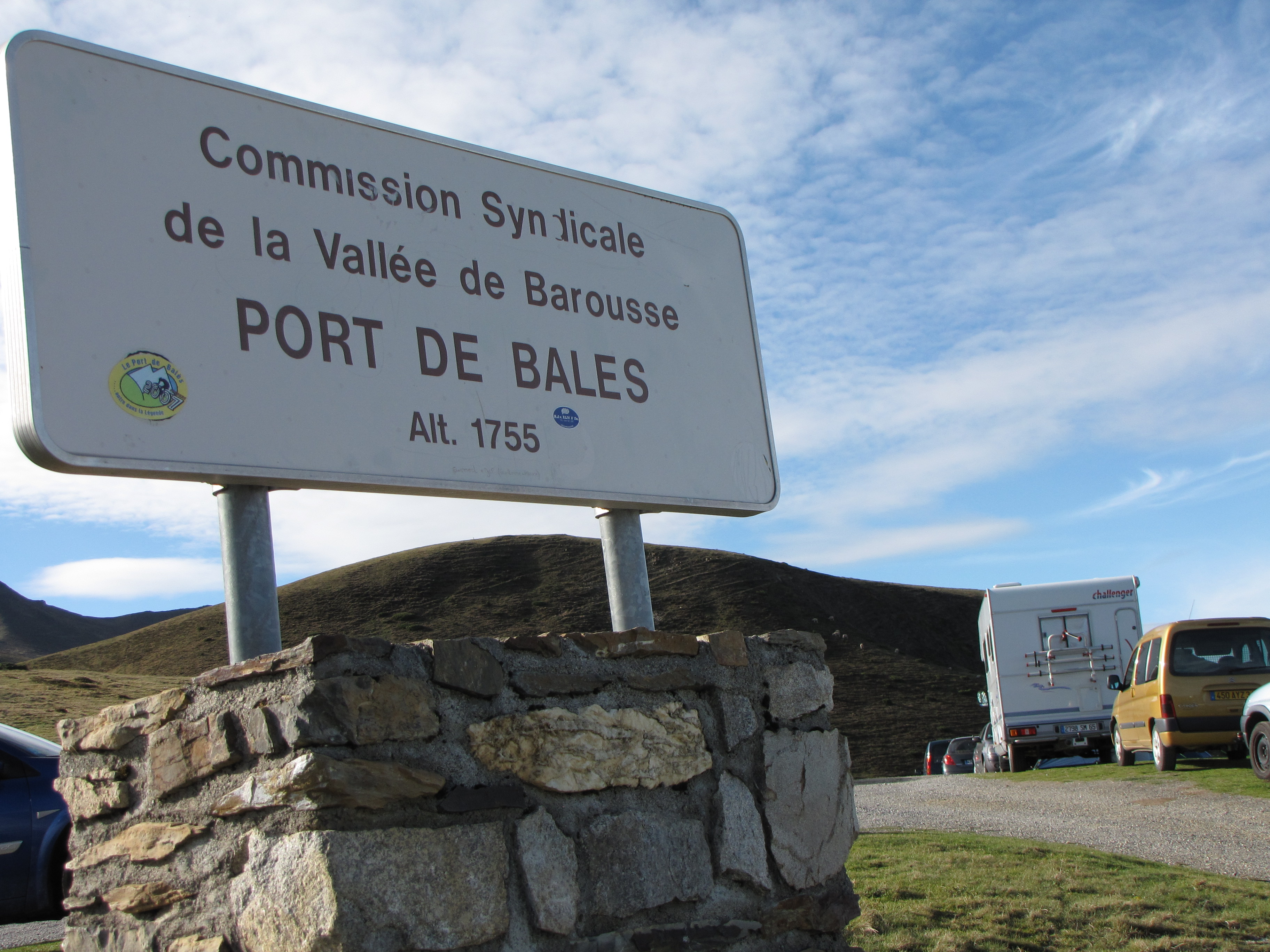
Rètol indicatiu al cim del coll.

La primera cursa a passar pel coll fou la Ruta del Sud. Posteriorment, el Tour de França va donar a conèixer el coll al món en la 15a etapa de l'edició del 2007 en què el luxemburguès Kim Kirchen fou el primer al cim. Des d'aleshores ha estat superat en quatre ocasions pel Tour. El 2013 la Volta a Espanya també el va creuar.

### Detalls de l'ascensió
Començant a Maulion de Varossa l'ascensió té 18,9 quilòmetres de llargada en què se superen 1.185 metres de desnivell a una mitjana del 6,3%, amb rampes màximes de fins a l'11%.
Des de Banhèras de Luishon, l'ascensió té 19,7 quilòmetres de llargada en què se superen 1.125 metres de desnivell a una mitjana del 5,7%, amb rampes màximes de fins a l'11%. Per aquest vessant sud l'ascensió comença als peus del coll de Pèira Sorda, coll habitual de pas al Tour de França.

### Aparicions al Tour de França
| Any  | Etapa | Categoria | Inici               | Final               | Primer al cim            |
| ---- | ----- | --------- | ------------------- | ------------------- | ------------------------ |
| 2020 | 8     | HC        | Casèras             | Lodenvièla          | Nans Peters (FRA)        |
| 2017 | 12    | HC        | Pau                 | Peyragudes          | Steve Cummings (GBR)     |
| 2014 | 16    | HC        | Carcassona          | Banhèras de Luishon | José Serpa (COL)         |
| 2012 | 17    | HC        | Banhèras de Luishon | Peyragudes          | Alejandro Valverde (ESP) |
| 2010 | 15    | HC        | Pàmies              | Banhèras de Luishon | Thomas Voeckler (FRA)    |
| 2007 | 15    | HC        | Foix                | Lodenvièla          | Kim Kirchen (LUX)        |

### Aparicions a la Volta a Espanya
La Volta a Espanya superà el coll en l'edició del 2013.
| Any  | Etapa | Categoria | Inici            | Final      | Primer al cim       |
| ---- | ----- | --------- | ---------------- | ---------- | ------------------- |
| 2013 | 15    | 1         | Andorra la Vella | Peyragudes | André Cardoso (POR) |